# Rogério Galloro
Rogério Augusto Viana Galloro (São José do Rio Preto, 1970) é um ex-delegado de polícia brasileiro e hoje exerce a função de Diretor-Geral do Tribunal Superior Eleitoral. Foi Diretor-Geral do Departamento de Polícia Federal (DPF). Ingressou na PF em 1995. Entre abril de 2011 e junho de 2013 foi adido da PF nos Estados Unidos.

## Biografia
Bacharel em Direito em 1992, Galloro foi professor da Academia Nacional de Polícia e tem MBA pela Fundação Getúlio Vargas (FGV) em Gestão de Políticas de Segurança Pública e especialização pela UnB em Relações Internacionais. Foi representante da Polícia Federal junto a Organização de Aviação Civil Internacional (ICAO) e estudou no programa de Segurança Nacional e Internacional da Harvard Kennedy School.
Coordenou as forças da Polícia Federal na segurança da Copa do Mundo FIFA de 2014 e dos Jogos Olímpicos de Verão de 2016.
Em setembro de 2017 foi eleito Membro do Comitê Executivo da Interpol, como representante das Américas.
Foi sucedido no cargo de diretor da Polícia Federal por Maurício Valeixo e, este, por sua vez, foi exonerado em 24 de abril de 2020, no episódio que motivou o pedido de demissão de Sergio Moro do Ministério da Justiça e Segurança Pública.
Em setembro de 2023, Rogério foi nomeado por Alexandre de Moraes como Diretor-Geral do Tribunal Superior Eleitoral. Delegado se aposentou da Polícia Federal em Abril de 2024. 

## Comendas
- Grau de Oficial  da Ordem de Rio Branco em 13 de agosto de 2015.[11]
- Grau de Oficial da Ordem do Mérito Aeronáutico em 21 de março de 2018.[12]